# كينت اولسون (سياسي)
كينت اولسون (بالسويدية: Kent Olsson)‏ هو منافس ألعاب قوى وسياسي سويدي، ولد في 1958. انتخب عضو البرلمان السويدي ‏.